# Mes adorables voisins
Mes adorables voisins (Mis adorables vecinos) est une série télévisée espagnole en 62 épisodes de 90 minutes, créée par Chus Vallejo, Nacho Cabana, Manuel Valdivia et Guillermo Groizard et diffusée entre le 11 avril 2004 et le 21 mai 2006 sur Antena 3.
En France, seule la première saison de la série a été diffusée à partir du 6 septembre 2006 sur M6, et durant l'été 2007 sur Téva. Au Maroc, la première saison de la série a été diffusée en arabe sur la chaîne nationale 2M sous le titre Nous ou eux (حنا ولاهما).

## Synopsis
La modeste famille Sánchez se retrouve à la tête d'une fortune lorsque la petite Sheila gagne à la Star Ac' locale. Ils décident de s'installer dans les beaux quartiers et achètent une maison mitoyenne des Sandoval, une famille bourgeoise et pleine de préjugés.

## Fiche technique
- Titre original : Mis adorables vecinos
- Titre français : Mes adorables voisins
- Création : Chus Vallejo, Nacho Cabana, Manuel Valdivia et Guillermo Groizard
- Musique : Daniel Sánchez de la Hera
- Production : Jesús Moreno Guerín
- Sociétés de production : Globo Media
- Sociétés de distribution : Antena 3
- Pays d'origine : Espagne
- Langue originale : Espagnol
- Format : Couleurs
- Genre : Comédie
- Durée : 90 min.
- Nombre d'épisodes : 62 (4 saisons)
- Dates de première diffusion :  Espagne : 11 avril 2004 ;  France : 6 septembre 2006

## Distribution
| Les Sánchez - Paz Padilla (VF : Élisabeth Fargeot) : Lola « Loli » Sánchez Mingo - Juanjo Cucalón (es) (VF : Marc Bretonnière) : Mariano Sánchez - Alberto Amarilla (es) (VF : Olivier Podesta) : Rafael « Rafá » Sánchez - Yaiza Esteve (es) (VF : Marie-Eugénie Maréchal) : Sheila Sánchez - Azzdine Bennaji (VF : Marine Boiron) : Jose Miguel « Pepe » Sánchez - Isabel Osca (es) (VF : Francette Vernillat) : Crispula Mingo Les Sandoval - Miriam Díaz-Aroca (VF : Céline Duhamel) : Claudia Sandoval Valladares - Francis Lorenzo (VF : Patrice Baudrier) : Ernesto Sandoval - Nuria Gago (es) (VF : Catherine Desplaces) : Laura Sandoval - Christian Brunet (VF : Natacha Geritssen) : Sergio Sandoval - Ariadna Castellano (es) (VF : Anouk Hautbois) : Bea Sandoval | Personnages secondaires - Erika Sanz : Angelica « Angie » - Miguel Ángel Muñoz : Juan - Tina Sainz (VF : Pascale Jacquemont) : Teresa « Condesa » Bromujo - Celine Tyll (VF : Delphine Braillon) : Ivana Urussova - Daniela Costa (VF : Céline Ronté) : Aïtana Sagalès - Pedro G. Marzo (VF : Alexandre Aubry) : Poncho - ? (VF : Julien Bouanich) : Rùben - Pilar Sánchez (VF : Françoise Pavy) : Petri Bermejo - ? (VF : Jean-Claude de Goros) : Angelo Bermejo - Vanessa de Frutos (VF : Caroline Pascal) : Vanessa Bermejo - ? (VF : Odile Schmitt) : Guille Bermejo - Alberto Ferreiro (VF : Taric Mehani) : Yiyi - Enrique Berrendero (VF : Luc Arden) : Gabi - Mariola Fuentes : Cuqui |

 Source et légende : version française (VF) sur RS Doublage

## Épisodes

### Première saison (printemps 2004)
1. Mes adorables voisins (Yo vívía en un bloque de barrio)
2. Bienvenue au club (No sé decir no)
3. Hors jeu (Admito ser zopenco)
4. L'argent ne fait pas le bonheur (Ya no se qué hacer pa ser feliz)
5. Le Concours (Prefiero disfrazarse de Marge Simpson que recoger un Ondas)
6. Les Olympiades de l'amour (Mi marido ya no me hace el Annapurna)
7. Mariage royal (Yo fui a la boda de Leti)
8. Un homme jaloux (Soy un celoso compulsivo)
9. Scandale au lycée (Culo veo, culo quiero)
10. Il court, il court le furet… (Yo también quiero ser un loro)
11. Match nul (Cuando conocí a Beckham estaba desnudo)
12. Les femmes se rebellent (Nunca pensé que dormiría con el vecino)
13. La Métamorphose (Quiero ser un hortera como tu)
14. Bowling et Opéra (Yo sí que echo las muelas)
15. La Fin d'un rêve (Yo vivía en una urba de lujo, mañana me mudaré)

### Deuxième saison (automne 2004)
1. No tengo el yoni pa ruidos
2. Me aposté hasta los calzoncillos y perdí
3. Me persigue un concejo gigante
4. Tu madre es un cocodrilo
5. Mi difunto marido me llama por el móvil
6. La vecina quiere enrollarse con mi mujer y mi madre con un matarife
7. ¿Es que os habéis vuelto todos locos?
8. No sé por dónde viene, pero hoy me cae un capón fijo
9. Tú mujer parece una golfa y la mía está poseída
10. ¿Pego dú gué de creez, gue ezdoy dondo o gué?
11. Pa mi que esta alfombra huele a vieja
12. Me pusiste los cuernos con Naranjito
13. El Papá de mi novia me quiere capar
14. ¡Dios, qué va a pensar papá de esto!
15. No sé si mi padre es un asesino o un transexual
16. Yo vivía en una casa de lujo y una termita se la comió

### Troisième saison (2005)
1. Cuando erais pobres, ¿comíais todos los días?
2. La maldición de los Sánchez
3. Mi mamá no me quiere y encima engaña a mi papá
4. Mi padre está muerto
5. Tu no eres el padre ecológico
6. El rucu-rucu
7. Fuego en el cuerpo
8. Ni parir me dejais tranquila
9. Llámeme Manu
10. Ernesto, bésame
11. ¿Qué vas a hacer con esas tijeras?
12. Los Sánchez somos zen
13. Por una tapa de calamares

### Quatrième saison (2006)
1. Once mil setecientos cincuenta euros
2. El amor mata
3. La tentación vive arriba
4. Luis es un santo
5. Si es por el ordenador, duelen menos
6. Eres un enfermo
7. El graduado
8. El tamaño ideal
9. Un toque de infidelidad
10. Como un perrillo
11. Hasta el 2016
12. Cuando el rencor entra por la puerta…
13. No al amor
14. Dame tu mano otra vez
15. Mariano Superestar
16. Llevo tu nombre tatuado
17. Elmuerto al hoyo y el vivo al bollo
18. El troncho